# Río Alfeo
El río Alfeo (en griego antiguo: Ἀλφειός, también romanizado como Alpheus, Alpheios, Alfiós) es un río del Peloponeso, Grecia. Sus fuentes están cerca de Megalópolis en la prefectura de Arcadia. Fluye a lo largo de Olimpia y desagua en el mar Jónico en la prefectura de Élide, cerca de Pirgos. Su nombre proviene del personaje mitológico Alfeo, que se convirtió en río.
Nacía en la Antigüedad al sureste de Arcadia, en la frontera con Laconia (cerca de Phylae) y corría hacia el oeste a través de Arcadia, fluyendo por territorio de Tegea y entrando en la Élide, donde tras pasar por Olimpia desembocaba en el mar Jónico. Afluentes suyos eran los ríos Ladón y Erimanto.
Es el actual río Saranda, que nace en Krya Vrysi. El río fluye por las prefecturas de Arcadia y Élide y es el río más largo del Peloponeso, con una longitud de 110 km.
El río nace cerca de Davia en Arcadia central, luego fluye entre Leontari y Megalópolis y el límite municipal de Falaisia y Megalópolis en un valle arbolado y el sur de Gortina y corre al norte de Andritsina y por espacio de unos 15 a 20 km por el límite de las prefecturas de Élide y Arcadia. Fluye después por el límite provincial de Olimpia y Élide y el límite municipal de Olimpia y Alifeira por el sur, discurre después por el límite municipal de Skillounta al sur y después con el límite de Pyrgos y el límite de Volaka y finalmente durante 2 km, en los pantanos con arbustos. 
La antigua autopista que conectaba Patras y Kalamata funcionó a lo largo de este río por parte del territorio este de Olimpia.
Un poema de 1978 llamado Le fleuve Alphée (el río Alfeo), de Roger Caillois, trata principalmente sobre este río. 